# The Sound of Animals Fighting
I The Sound of Animals Fighting sono un gruppo experimental/progressive rock formato nel 2004. I membri della band provengono da varie band della scena californiana (più precisamente Rx Bandits, Chiodos, Finch, Days Away, Circa Survive e The Autumns). Il membro fondatore e leader della band è il cantante Rich Balling .

## Registrazione
La band usa un particolare metodo per registrare i propri albums. Sul debut album Tiger and the Duke ogni membro ha infatti registrato le proprie parti individualmente per poi mandarle a Rich Balling. Egli è stato quindi l'unico membro ad aver potuto sentire l'album nella sua interezza durante il processo di registrazione. Lo stesso processo venne usato per il secondo album della band, Lover, the Lord Has Left Us....

## Concerti
La band si è esibita dal vivo solamente in quattro occasioni, dal 24 agosto al 27 agosto 2006, nella California del sud e a Las Vegas. L'ultimo di questi show è stato registrato e pubblicato sul live album We Must Become the Change We Want to See. Le band di supporto per i concerti sono state due: Cinematic Sunrise e Technology. Rich Balling ha annunciato con un comunicato ufficiale che questi quattro concerti resteranno gli unici mai eseguiti dalla band.

## Attuale formazione
| Ruolo             | Nome                                        | Animale  |
| ----------------- | ------------------------------------------- | -------- |
| Produttore, Voce  | Rich Balling (Proveniente dagli Rx Bandits) | Usignolo |
| Chitarra, Voce    | Matt Embree (Rx Bandits)                    | Tricheco |
| Batteria          | Chris Tsagakis (Rx Bandits)                 | Lince    |
| Tecnico del Suono | Ryan Baker                                  | Iena     |
| Voce              | Anthony Green (Circa Survive)               | Puzzola  |
| Artwork           | Stephen O'Malley (Sunn O))))                |          |
| Voce              | Craig Owens (Chiodos)                       | Ariete   |
| Voce              | Keith Goodwin (Days Away)                   | Pinguino |
| Voce              | Matthew Kelly (The Autumns)                 | Lupo     |
| Chitarra (Live)   | Steve Choi (Rx Bandits)                     |          |
| Basso (Live)      | Joe Troy (Rx Bandits)                       |          |

## Discografia

### Album in studio
- 2005 - Tiger and the Duke
- 2006 - Lover, the Lord Has Left Us...
- 2007 - Tiger and the Duke Reissue
- 2008 - The Ocean and the Sun

### DVD
- 2007 - We Must Become the Change We Want to See